# Воровсколесская
Воровсколе́сская — станица в составе Андроповского района (муниципального округа) Ставропольского края России.

## Название
Название станицы произошло как следствие совершавшихся тогда весьма часто, как писалось в документах, «воровских набегов» горцев на русскую часть Кавказа через эту местность.

## География
Станица расположена на склонах Воровсколесской гряды, входящей в Ставропольскую возвышенность, в 16 км юго-западнее районного центра Курсавка. Севернее и восточнее станицы проходит Большой Ставропольский канал.

## История
В 1793 году был построен Воровсколесский редут.
Согласно высочайшему повелению от 28 февраля 1792 года на Кавказскую линию в 1794 году переселена тысяча семейств донских казаков, образовавших Кубанский казачий полк. Ими основаны шесть новых станиц при крепостях Усть-Лабинской, Кавказской, Прочноокопской; а также при Григориполисском укреплении, Темнолесском ретраншементе и Воровсколесском редуте.
Станица не раз подвергалась нападениям горцев. Так в 1804 году горцами был угнан станичный табун. В 1807 году станица подвергалась разорению со стороны горцев. В 1823 году станица включена в состав Хопёрского полка. В 1827 году казаки переселились в станицу Баталпашинскую, а на месте станицы остался лишь сторожевой пост.
В 1849 году станица была восстановлена. Сюда вернулись как бывшие жители, так и переселенцы из Полтавской и Воронежской губерний. В 1860 году население станицы составляло 170 семей (1384 человек) казаков и всего 26 человек иногородних.
Статья из ЭСБЕ (конец XIX века):
«Станица Воровсколесская — Кубанской области, Баталпашинского отдела. Земли в общинном пользовании — 24934 десятины; 742 дворовых места; жителей 4947 (1890); 829 жилых домов, 1 церковь, 2 училища, 10 лавок, 4 питейных дома и духана, 1 мельница, 1 маслобойня. Лошадей 754, овец 12758, рогатого скота — 5805 голов, волов рабочих — 2030 пар.»
В 1893 году часть казаков станицы числом 77 семей (572 человека) переселились на территорию современного Краснодарского края, основав хутор Воровсколесский (современная станица Выселки). Годом позже переселились ещё 42 казачьих семьи (232 человека).
В 1918 году станица стала оплотом отрядов Шкуро. После поражения белогвардейцев многие казаки покинули станицу, а позже и Россию. В станицу переселялись крестьяне из ставропольских сёл. В 1925 году в станице проживало 5,8 тысяч жителей, в 1927 году — 6,5 тысяч.
Во время Великой Отечественной войны на фронте погибло около 600 станичников. С августа 1942 года по январь 1943 года станица находилась в оккупации, освобождена 17 января частями 37-й армии.
До 16 марта 2020 года образовывала муниципальное образование станица Воровсколесская со статусом сельского поселения как единственный населённый пункт в его составе.

## Население
| 1794  | 1802  | 1803  | 1806  | 1807  | 1812  | 1814  | 1815  | 1816  | 1817  | 1818  | 1819  | 1824  | 1825  | 1826  | 1849  |
| ----- | ----- | ----- | ----- | ----- | ----- | ----- | ----- | ----- | ----- | ----- | ----- | ----- | ----- | ----- | ----- |
| 415   | ↗503  | ↘489  | ↗491  | ↘312  | ↗328  | ↗439  | ↘432  | ↗458  | →458  | ↗474  | ↘469  | ↗530  | ↗562  | ↘544  | ↗1241 |
| 1852  | 1854  | 1855  | 1857  | 1858  | 1859  | 1860  | 1861  | 1867  | 1871  | 1873  | 1875  | 1880  | 1882  | 1890  | 1891  |
| ↗1519 | ↘1447 | ↗1469 | ↘1274 | ↗1353 | ↘1334 | ↗1384 | ↗1483 | ↗1742 | ↗1828 | ↗2511 | ↗2871 | ↗3329 | ↗3721 | ↗4947 | →4947 |
| 1893  | 1894  | 1896  | 1897  | 1904  | 1906  | 1907  | 1909  | 1910  | 1911  | 1912  | 1913  | 1914  | 1915  | 1916  | 1917  |
| ↗5063 | ↗5403 | ↘4203 | ↗4727 | ↘4560 | ↗5711 | ↗5859 | ↘5659 | ↗5858 | ↗6159 | ↗6657 | ↗6818 | ↗7246 | ↘7112 | ↘4350 | ↗6428 |
| 1920  | 1924  | 1925  | 1926  | 1927  | 1928  | 1939  | 1946  | 1949  | 1955  | 1958  | 1959  | 1970  | 1973  | 1979  | 1981  |
| ↘4975 | ↗5769 | ↗5941 | ↗6502 | →6502 | ↗6555 | ↘4783 | ↘4420 | ↗4508 | ↘4225 | ↘3415 | ↗3535 | ↘3197 | ↘3143 | ↘2990 | ↘2648 |
| 1989  | 1999  | 2002  | 2003  | 2004  | 2005  | 2006  | 2007  | 2008  | 2010  | 2011  | 2012  | 2013  | 2014  | 2015  | 2016  |
| ↘2450 | ↗2740 | ↗2773 | ↘2752 | ↘2700 | ↘2681 | ↘2649 | ↘2600 | ↘2549 | ↗2606 | ↗2607 | ↘2578 | ↘2563 | ↘2543 | ↘2532 | ↘2526 |
| 2017  | 2018  | 2019  | 2020  | 2021  |       |       |       |       |       |       |       |       |       |       |       |
| ↘2505 | ↘2463 | ↘2460 | ↗2471 | ↗2483 |       |       |       |       |       |       |       |       |       |       |       |

Национальный состав
По итогам переписи населения 2010 года проживали следующие национальности (национальности менее 1 %, см. в сноске к строке «Другие»):
| Национальность | Численность | Процент |
| -------------- | ----------- | ------- |
| Русские        | 2227        | 85,46   |
| Даргинцы       | 73          | 2,80    |
| Армяне         | 60          | 2,30    |
| Лезгины        | 52          | 2,00    |
| Карачаевцы     | 50          | 1,92    |
| Другие         | 144         | 5,53    |
| Итого          | 2606        | 100,00  |

## Упразднённое сельское поселение станица Воровсколесская
Упразднено 16 марта 2020 года.
Дума станицы Воровсколесской
Председатели Думы
- Сухоруков Николай Николаевич

Администрация станицы Воровсколесской
Главы администрации
- с 10 октября 2010 года — Сухоруков Николай Николаевич[26][27]

## Инфраструктура
- Дом культуры[28]
- Библиотека. Открыта 27 мая 1936 года[29]
- Общественное открытое кладбище площадью 129000 м²[30]
- Колхоз «Родина». Упоминается в 1954—1996 годах[31].
- Кооператив «Меховик». Создан на базе бывшего филиала Кисловодской скорняжно-меховой фабрики. Упоминается в 1987—1993 годах[31].

## Образование
- Детский сад № 8 «Сказка»
- Детский сад № 9 «Красная шапочка»
- Средняя общеобразовательная школа № 2

## Культура
- Хор «Казачья вольница». Образован 22 сентября 1971 года[29]

## Русская православная церковь
- Николаевская церковь. Была главной доминантой центра станицы в дореволюционные годы. Разрушена в 1940—1946 годах
- Николаевская церковь. Строилась с 1984 по 1988 год